# غلين غراهام
غلين غراهام هو عازف كمان ‏ وموسيقي كندي، ولد في 29 أبريل 1974.